# Jaworów (hromada)
Jaworów – hromada w rejonie jaworowskim obwodu lwowskiego Ukrainy. Siedzibą hromady jest miasto Jaworów.
Hromadę utworzono w 2020 r. w ramach reformy decentralizacji. 

## Miejscowości hromady
- Bonów
- Borysy
- Boża Wola
- Broszki
- Cetula
- Chlany
- Cipywki
- Czarnokońce
- Czerczyk
- Czernilawa
- Daćki
- Debry
- Dernaki
- Drohomyśl
- Gnojnice
- Gnojniec
- Haraj
- Horajec
- Hruszów
- Iwaniki
- Jaworów miasto
- Jażów Nowy
- Jażów Stary
- Kałytiaki
- Kamińskie
- Karpy
- Kłonice
- Kochanówka
- Koty
- Kowale
- Krakowiec osiedle miejskie
- Lipina
- Lipowiec
- Lasek
- Lubienie
- Łuh
- Łużki
- Makary Wielkie
- Mielniki
- Morańce
- Nahaczów
- Nakoneczne Drugie
- Nakoneczne Pierwsze
- Niemirów osiedle miejskie
- Nowiny
- Nowosiółki
- Pisockie
- Poruby
- Porudenko
- Przedbórze
- Prynada
- Rogóźno
- Ruda
- Ruda Krakowiecka
- Ruszyn
- Sarny
- Semerówka
- Seredyna
- Siedliska
- Słobodiaki
- Smolin
- Sopot
- Szałasze
- Szawary
- Szczepłoty
- Szczygle
- Szutowa
- Świdnica
- Ulicko Seredkiewicz
- Ulicko Zarębane
- Wierzbiany
- Wilcza Góra
- Wojtowszczyzna
- Wola Lubieńska
- Wola Wróblaczyńska
- Wróblaczyn
- Załuże
- Zawadów[2]